# Israel Corredor
Israel Corredor Fonseca (Paipa, Boyacá, 25 de julio de 1959), conocido como Israel Pinocho Corredor, es un ciclista de ruta colombiano ya retirado. Compitió durante las décadas de 1980 y 1990, profesional de 1985 a 1992.

## Palmarés
- Vuelta a Colombia
  - 2 subidas al podio (3º en 1982 y en 1986).[1]
  - 4 victorias de etapa en 1981 y en 1982.[2]
- Clásico RCN
  - 1 subidas al podio (2º en 1986).[3]
  - 2 victorias de etapa en 1985 y en 1986.[4]
- Campeonato de Colombia de Ciclismo en Ruta
  - 2º  en 1986.

## Resultados en lasgrandes vueltas
| Carrera         | 1984 | 1985 | 1986 | 1987 | 1988 | 1989 |
| Tour de Francia | 78°  | -    | 106° | -    | 49°  | -    |
| Giro de Italia  | -    | -    | -    | -    | -    | -    |
| Vuelta a España | -    | -    | -    | Ab.  | -    | 108° |

-: no participa 

## Resultados en campeonatos

### Campeonato mundial de ciclismo en ruta aficionado
1 participación.
- 1985: 23º de la clasificación final[6]

## Equipos[7]
- Aficionado:
  - 1984:  Colombia - Pilas Varta
- Profesional:
  - 1985:  Pilas Varta - Café de Colombia - Mavic
  - 1986:  Postobón Manzana - RCN
  - 1987:  Pilas Varta - Café de Colombia
  - 1988:  Café de Colombia
  - 1989:  Café de Colombia - Mavic
  - 1990:??
  - 1991:  Gaseosas Glacial
  - 1992:  Gaseosas Glacial